# 中国国民党革命委员会广西壮族自治区委员会
中国国民党革命委员会广西壮族自治区委员会，简称民革广西区委会、广西民革，是中国国民党革命委员会在广西壮族自治区的地方组织。